# Акції протесту проти вступу України в НАТО
Акції протесту проти вступу України в НАТО — декілька тисячі акції проти вступу України до НАТО у період з 2007 по 2008 рік. Організаторами акцій були Партія регіонів та Комуністична партія України.

## «Партія регіонів»
14 січня 2008 року Партія регіонів засудила підписання Президентом Віктором Ющенком, Прем’єр -міністром Юлією Тимошенко та Головою Верховної Ради Арсеніюм Яценюком спільної заяви щодо можливості приєднання України до Плану дій по отриманню членства НАТО і наполягали винести це питання на референдум. У січні «Партія регіонів» блокує роботу депутатів, вимагаючи від Голови Верховної Ради відкликати підпис під зверненням керівників країни до НАТО. 25 січня представник опозиції В. Колесніков заявив, що вони готові застосувати усі засоби, щоб Україна не приєдналася до Плану дій по членству в НАТО без референдуму. 8 лютого лідер «Партії регіонів» Віктор Янукович заявляє, що виступає за дружні стосунки з Європою та США. 3 квітня 2008 року прес – служба Партії регіонів заявила, що о 17 годині в Києві, Харкові, Дніпропетровську, Донецьку, Луганську, Одесі, Запоріжжі та Севастополі пройдуть мітинги проти вступу України в НАТО. В Харкові на мітинг вийшло близько 25 000 прихильників Партії регіонів. 4 квітня «Партія регіонів» виступила з наміром продовжити акцію протесту проти вступу України в НАТО, у зв’язку з тим, що НАТО перенесло розгляд питання про приєднання України до «Плану дій по приєднанню до альянсу» на грудень.

## «Комуністична Партія України»
2 березня 2007 року Комуністична партія заявляє, що Президент України В. Ющенко не має права робити заяви про остаточний вибір України на користь НАТО, поки це питання не буде вирішено на референдумі. 
4 липня Комуністична партія заявила про наміри провести акції протесту в Одесі проти проведення навчань «Сі – Бриз – 2007».
10 серпня 2008 року українські комуністи та Комуністична партія Росії домовились спільно боротися проти приєднання України до НАТО. Комуністи двох країн заявили про створення ініціативної групи по формуванню Єдиного антинатівського блоку країн СНГ.  Документ підписав перший секретар Кримського республіканського комітету КПУ Л. Грач й депутат Держдуми Російської Федерації, адміралом В. Комоєдовим.  

## «Референдуми» про приєднання України до НАТО
17 грудня 2006 року у Криму Комуністична партія провела «референдум» на тему вступу України в НАТО. На «референдум» прийшло 897054 кримчан, тобто лише 52% від числа виборців в автономії і 98% проголосували проти [9]. В «Нашій Україні» так званий «референдум» назвали свавіллям на найвищому рівні, схожа реакція була і в «Блоці Юлії Тимошенко».
26 березня 2007 року у Харкові та Дніпропетровську Компартія проводить не багатолюдні мітинги під назвою «Регіональний референдум щодо НАТО». Крім того вони провели так званий «референдум» на який було винесено два питання : «Чи підтримують вони курс Президента на вступ до НАТО?» та «відновлення зв’язків України у рамках Єдиного економічного простору». Дніпропетровські комуністи заявили, що проти НАТО начебто висловились 97% людей, що в цілому не можливо.

## Медведчук – Ющенко
2 липня 2009 року Віктор Медведчук виграв справу у Президента Ющенка стосовно референдуму з питань вступу України до НАТО, таке рішення прийняв Окружний адміністративний суд Києва. Таким чином суд зобов’язав Ющенко оголосити референдум щодо вступу України в НАТО. Крім того у Медведчука нагадали, що 30 грудня 2006 року Секретаріат Президента офіційно отримав від Центральної виборчої комісії документи, які дають основу для обов’язкового призначення головою держави референдуму по цим питанням. Медведчук заявив, що поставив свій підпис під документом за проведення референдуму і у листі від 17 листопада 2007 року звернувся до Президента з вимаганням про без відкладне здійснення заходів по проведенню референдуму. Відповіді Президента Медведчук не отримав і 21 лютого 2008 року звернувся в Окружний адміністративний суд Києва, який і вніс відповідальне рішення.
Після анексії Криму та під час подій на Донбасі вступ України до Північноатлантичного альянсу станом на 22 липня 2014 підтримувало рекордних 44% українців (більшість), причому 22% від кількості всіх опитаних не змогли відповісти на це питання.